# Djeca 1941. – 1945.
Djeca 1941. – 1945. je hrvatski dokumentarni film slovenskog istraživača i publicista Romana Leljaka. Premijerno je trebala biti rujna 2019. godine, ali će biti u veljači 2020. godine. Film obiluje dokumentima, fotografijama i video snimkama iz Drugog svjetskog rata. Pokušava se odgovoriti na pitanja: Zbog čega se uporno prikriva istina o sudbini ratom stradale djece na području cijele bivše Jugoslavije? Zašto se hrvatskom narodu nameće kolektivna odgovornost za tobožnju nebrigu djece? Uzevši u obzir da je najveća smrtnost djece bila 1946. godine kada je sveukupno u komunističkoj Jugoslavije umrlo njih 120.383, najveća od svih godina u vremenu od 1940. do 1950., a u dobi do dvije godine starosti smrtnost je bila veća od 15 posto, što je bio uzrok tolikoj poslijeratnoj smrtnosti? Film pruža nova saznanja o sudbini djece s Kozare čije su životne tragedije tema mnogih povijesnih istraživanja, knjiga i članaka. Film pokušava rasvijetliti sudbine te djece zametene ratnim vihorom, jer još i danas sudbinu te djece koriste skupine povjesničara i političara u okviru krimena protiv uloge hrvatskog naroda, nametanja kolektivne odgovornosti svim hrvatskim generacijama za razdoblje drugog svjetskog rata. Djeca iz Siska, osim onih koji su bili udomljeni po hrvatskim domovima, mnoga su poslata u Kraljevo u Dječji dom Mataruška banja.

## Vanjske poveznice
- YouTube Trailer filma